# Folke Karlsson (1907–1988)
John Folke Axel Herman Karlsson, född 7 september 1907 i Nyköping, död 28 februari 1988 i Brännkyrka församling, var en svensk konstnär.
Han var son till fiskhandlaren Karl August Karlsson och Hilda Amalia Ström, från 1951 gift med Maj Wilhelmina Jonsson.
Karlsson studerade vid Otte Skölds målarskola i Stockholm 1947-1949 och företog studieresor till Nordnorge och Lofoten 1947, Norditalien, Marocko och Madeira 1949 samt till Paris 1952. Separat ställde han ut på bland annat Modern konst i hemmiljö i Stockholm, Galleri Acté i Stockholm, Nyttokonst i Nyköping och Konstsalong Rålambshof i Stockholm. Tillsammans med Roll Sörensen ställde han ut i Forsviks skola på Lidingö. Han har medverkat i samlingsutställningar på bland annat Rålambshof.  
Hans konst består av stilleben, porträtt, stadsmotiv samt realistiska landskap bland annat från den norrländska fjällvärlden. Han behärskade flera olika tekniker som olja tempera, pastell och akvarell.
Karlsson är representerad vid Stockholms stadsmuseum.